# Gaby Hauptmann

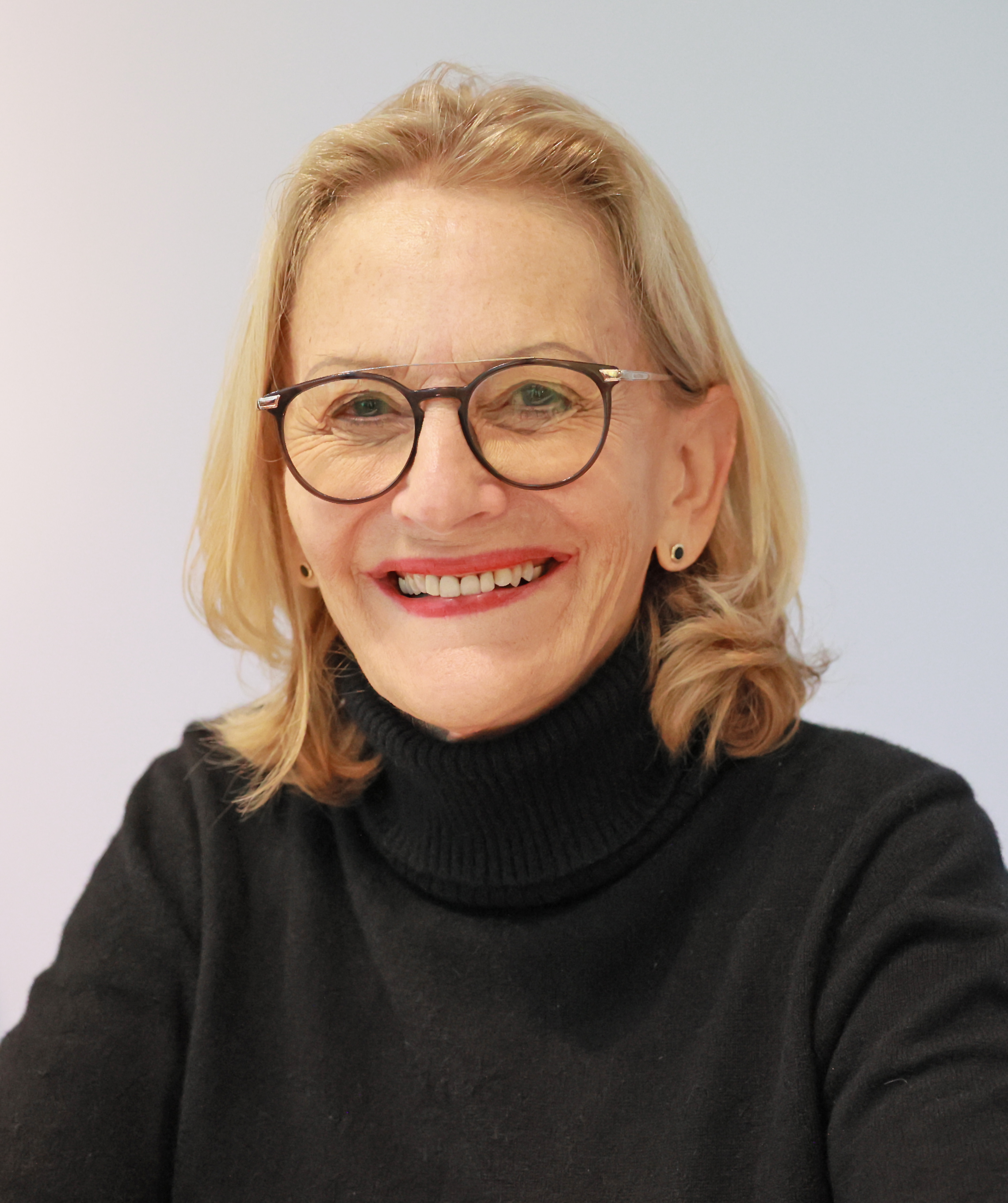
Gaby Hauptmann auf der Frankfurter Buchmesse 2023

Gaby Dagmar Hauptmann (* 14. Mai 1957 in Schwenningen) ist eine deutsche Schriftstellerin und Journalistin.

## Leben und Wirken
Gaby Hauptmann wurde als Tochter des Grafikers und Burgenforschers Arthur Hauptmann und dessen Frau Heidi, geb. Roth in Schwenningen (heute Villingen-Schwenningen) geboren. Einer ihrer Großväter war der Freiburger Maler Karl Hauptmann. Ihr Vater war Atelierleiter bei dem Instrumentenhersteller Hohner in Trossingen, wo Hauptmann zusammen mit ihrer älteren Schwester Karin aufwuchs.

### Journalistische Tätigkeit
Hauptmann absolvierte eine journalistische Ausbildung beim Südkurier in Konstanz. Nach zweijähriger Tätigkeit als Reiseredakteurin beim Südkurier machte sich Hauptmann in Lindau mit einem Pressebüro selbständig. Ab 1987 arbeitete sie als Chefredakteurin des Privatsenders „Seefunk Radio Bodensee“. Anschließend arbeitete sie beim Landesstudio Tübingen des Südwestfunks (SWF 1) und in der Südwestfunkzentrale in Baden-Baden für SWF 3.
Während ihrer Tätigkeit beim SWF begann Hauptmann, für das Fernsehen zu arbeiten, zunächst als Autorin, später auch als Produzentin und Regisseurin. Für den Hessischen Rundfunk produzierte sie beispielsweise eine Serie von Fernsehinterviews unter dem Titel Pp – Prominenz privat (27 Folgen) sowie zahlreiche Porträts. Für den SWF produzierte Hauptmann einige Dokumentarfilme. Unter diesen war mit Karl Hauptmann und die Kunst zu leben auch eine Dokumentation über ihren Großvater Karl Hauptmann. Beim Fernsehsender VOX moderierte sie bis 2003 gemeinsam mit Lea Rosh die Literatursendung Willkommen im Club.
Von Mai bis Dezember 2019 führte Hauptmann wöchentlich in Konstanz durch die am Samstagabend im SWR Fernsehen ausgestrahlte Talkshow Talk am See mit Gaby Hauptmann.

### Schriftstellerische Tätigkeit

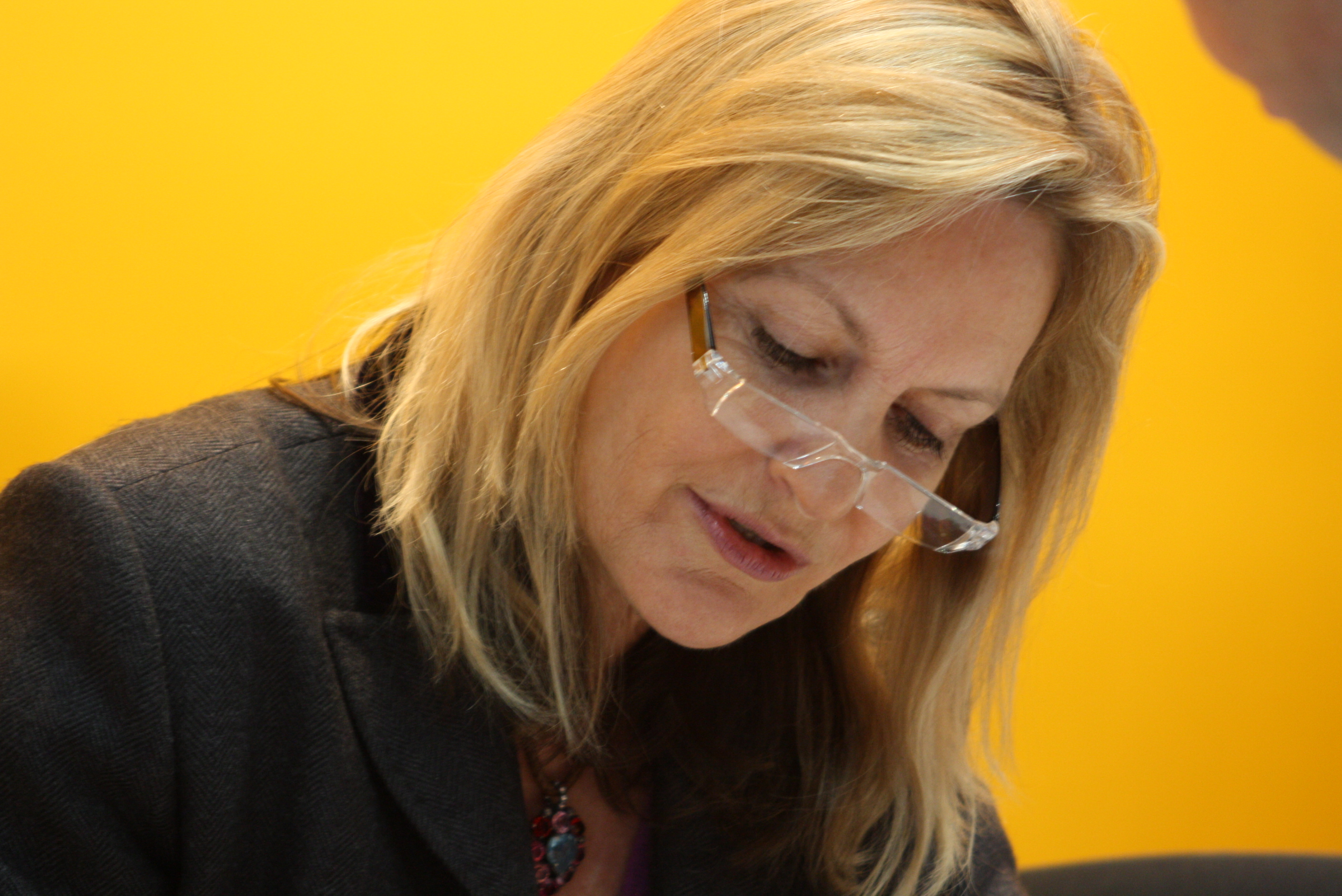
Gaby Hauptmann auf der Leipziger Buchmesse 2010

Ihr erstes Jugendbuch veröffentlichte Gaby Hauptmann 1994 unter dem Titel Alexa, die Amazone. Bald danach erschienen ihre Bestseller Suche impotenten Mann fürs Leben, Nur ein toter Mann ist ein guter Mann, Die Lüge im Bett und zahlreiche weitere Romane. Ihre Bücher sind in über 35 Ländern übersetzt erschienen und zum Teil verfilmt. Allein in Deutschland beträgt ihre Auflage über zehn Millionen.
Seit 2005 erscheint die Pferdebuchserie Kaya – frei und stark für junge Leserinnen. Bis heute sind zwölf Bände erschienen. Die Berliner Filmproduzentin Regina Ziegler hatte Interesse an der Verfilmung der Jugendbuchreihe für das Fernsehen. Zunächst zeigte der SWR Interesse, zog dann aber – nach dem großen Erfolg der „Wilden Fußballkerle“ – eine Fußball-Serie vor. International wurde die Kaya-Serie in die folgenden acht Länder verkauft: USA, Kanada, Norwegen, Finnland, Schweden, Ungarn, Tschechien und Slowenien.

### Politik
Hauptmann war Mitglied der 17. Bundesversammlung zur Wahl des deutschen Bundespräsidenten 2022, wofür sie von der CDU-Fraktion im baden-württembergischen Landtag nominiert worden war.

### Privates
Hauptmann lebt mit ihrem Lebenspartner, dem Immobilien-Unternehmer Josef „Pep“ Schmidbauer, und ihrer Tochter Valeska Hauptmann (* 16. Juni 1991) in Allensbach am Bodensee.

## Werke
- Alexa - die Amazone. FN, Warendorf 1994, ISBN 978-3-88542-269-3.
- Suche impotenten Mann fürs Leben. 2. Auflage. Piper, München/Zürich 1995, ISBN 978-3-492-12152-1.
- Nur ein toter Mann ist ein guter Mann. Piper, München/Zürich 1996, ISBN 978-3-492-22246-4.
- Die Lüge im Bett. Piper, München/Zürich 1997, ISBN 978-3-492-22539-7.
- Eine Handvoll Männlichkeit. Piper, München/Zürich 1998, ISBN 978-3-492-22707-0.
- Die Meute der Erben. Piper, München/Zürich 1999, ISBN 978-3-492-22933-3.
- Frauenhand auf Männerpo und andere Geschichten. Bechtermünz, Augsburg 2000, ISBN 978-3-8289-6845-5.
- Ein Liebhaber zuviel ist noch zuwenig. Piper, München/Zürich 2000, ISBN 978-3-492-23200-5.
- Mehr davon. Vom Leben und der Lust am Leben. 2. Auflage. Kabel, München 2001, ISBN 978-3-8225-0550-2 (Autobiographie).
- Fünf-Sterne-Kerle inklusive. Piper, München/Zürich 2002, ISBN 978-3-492-23442-9.
- Rocky, der Racker. Edition Riesenrad, Hamburg 2003, ISBN 978-3-935746-35-9 (Bilder von ihrer Schwester Karin Hauptmann).
- Hengstparade. Piper, München/Zürich 2004, ISBN 978-3-492-24126-7.
- Yachtfieber. Piper, München/Zürich 2005, ISBN 978-3-492-24415-2.
- Ran an den Mann. Piper, München/Zürich 2006, ISBN 978-3-492-26207-1.
- Liebesspiel. Vier Stories über Frauen, die wissen, was sie wollen. Piper, München/Zürich 2007, ISBN 978-3-492-26232-3.
- Nicht schon wieder al dente. Piper, München/Zürich 2007, ISBN 978-3-492-26242-2.
- Das Glück mit den Männern und andere Geschichten. Weltbild, Augsburg 2008, ISBN 978-3-8289-8949-8.
- Rückflug zu verschenken. Piper, München/Zürich 2009, ISBN 978-3-492-26295-8.
- Ticket ins Paradies. Piper, München/Zürich 2010, ISBN 978-3-492-25898-2.
- Wo die Engel Weihnachten feiern.  Pendo, München/Zürich 2010, ISBN 978-3-86612-270-3.
- Hängepartie. Piper, München/Zürich 2011, ISBN 978-3-492-27179-0.
- Liebesnöter. Piper, München/Zürich 2012, ISBN 978-3-492-27447-0.
- Ich liebe dich, aber nicht heute. Piper, München/Zürich 2013, ISBN 978-3-492-30313-2.
- Liebling, kommst du? Piper, München/Zürich 2014, ISBN 978-3-492-30539-6.
- Die Italienerin, die das ganze Dorf in ihr Bett einlud. Piper, München/Berlin/Zürich 2016, ISBN 978-3-492-06037-0.
- Scheidung nie - nur Mord! Piper, München 2017, ISBN 978-3-492-06069-1.
- Plötzlich Millionärin - nichts wie weg! Piper, München 2018, ISBN 978-3-492-06132-2.
- Lebenslang mein Ehemann? Piper, München 2019, ISBN 978-3-492-06158-2.
- Unsere allerbeste Zeit. 2. Auflage. Piper, München 2021, ISBN 978-3-492-06267-1.
- Unser ganz besonderer Moment. Piper, München 2022, ISBN 978-3-492-06347-0.
- Das größte Glück im Leben. Piper, München 2023, ISBN 978-3-492-06460-6.
- Hoffnung auf eine glückliche Zukunft. Piper, München 2024, ISBN 978-3-492-06478-1.

Kinder- und Jugendbuchserie Kaya – frei und stark:
- Kaya schießt quer. Baumhaus, Köln 2005, ISBN 978-3-8339-3640-1.
- Kaya will nach vorn. Baumhaus, Köln 2005, ISBN 978-3-8339-3641-8.
- Kaya bleibt cool. Baumhaus, Köln 2005, ISBN 978-3-8339-3642-5.
- Kaya ist happy. Baumhaus, Köln 2006, ISBN 978-3-8339-3643-2.
- Kaya will mehr. Baumhaus, Köln 2006, ISBN 978-3-8339-3644-9.
- Kaya hat Geburtstag. Baumhaus, Köln 2007, ISBN 978-3-8339-3645-6.
- Kaya gibt alles. Baumhaus, Köln 2008, ISBN 978-3-8339-3646-3.
- Kaya schwört Rache. Baumhaus, Köln 2009, ISBN 978-3-8339-3647-0.
- Kaya rettet Fohlen. Baumhaus, Köln 2010, ISBN 978-3-8339-3648-7.
- Frei wie der Wind - Kayas Pferdesommer. Planet Girl, Stuttgart/Wien 2014, ISBN 978-3-522-50411-9.
- Frei wie der Wind - Kayas Pferdeabenteuer in Afrika. Planet Girl, Stuttgart 2015, ISBN 978-3-522-50412-6.
- Frei wie der Wind – Kaya scheut kein Risiko. Planet Girl, Stuttgart 2016, ISBN 978-3-522-50503-1.

## Hörbücher (Auswahl)
- Suche impotenten Mann fürs Leben. Gelesen von der Autorin. OSTERWOLDaudio, Hamburg 2010.
- Ticket ins Paradies. Gelesen von Ulrike Grote. Osterwold, Hamburg 2010.
- Nicht schon wieder al dente. Gelesen von Ulrike Grote. Osterwold, Hamburg 2010
- Wo die Engel Weihnachten feiern. Gelesen von der Autorin. Osterwold, Hamburg 2010.
- Hängepartie. Gelesen von Anne Weber. Osterwold, Hamburg 2011.
- Die Meute der Erben. Gelesen von Ulrike Grote. Osterwold, Hamburg 2011.
- Rückflug zu verschenken. Gelesen von Ulrike Grote. Osterwold, Hamburg 2012.
- Liebesnöter. Gelesen von Anne Weber. Osterwold, Hamburg 2012.
- Ich liebe dich, aber nicht heute. Gelesen von Anne Weber, Osterwold, Hamburg 2013.
- Liebling, kommst du? Gelesen von Anne Weber. Osterwold, Hamburg 2014.
- Frei wie der Wind – Kayas Pferdesommer. Gelesen von Uta Dänekamp. Silberfisch, Hamburg 2014.
- Zeig mir, was Liebe ist. Gelesen von Anne Weber, Osterwold, Hamburg 2015.

## Verfilmungen
- Nur ein toter Mann ist ein guter Mann (Regie: Wolf Gremm, 1998)
- Die Meute der Erben (Regie: Ulrich König, 2000)
- Ein Liebhaber zuviel ist noch zu wenig (Regie: Wolf Gremm, 2002)
- Suche impotenten Mann fürs Leben (Regie: John Henderson, 2002)
- Fünf-Sterne-Kerle inklusive (Regie: Vivian Naefe, 2005)
- Hengstparade (Regie: Michael Kreindl, 2005)